# Празници националних мањина у Србији
Празници националних мањина у Србији су специфични празници који се у Републици Србији обележавају као датуми од посебног значаја за националне мањине. Свака национална мањина у Србији има право на обележавање сопственог празника. Одређивање празничних датума спроводи се у двостепеном поступку, који подразумева предлагање и потврђивање. Предлагање се налази у надлежности националних савета националних мањина, а потврђивање се врши од стране државног Савета за националне мањине. Поступак за утврђивање празника националних мањина прописан је Законом о заштити права и слобода националних мањина.
Празници националних мањина нису државни празници, који су прописани посебним законом.

## Предлагање и потврђивање
Правни темељ за утврђивање празника националних мањина постављен је 26. фебруара 2002. године, када је у тадашњој Савезној Републици Југославији донет Закон о заштити права и слобода националних мањина, који је прописивао поступак за утврђивање празника националних мањина. Према том закону (члан 16) избори празничних датума спадали су у надлежност националних савета националних мањина, док је потврђивање изабраних датума било поверено Савезном савету за националне мањине.
Иако је тај закон наставио да важи и за време постојања Државне Заједнице Србије и Црне Горе (2003-2006), поменуто тело (Савезни савет за националне мањине) није заживело, пошто је надлежност над остваривањем мањинских права у међувремену пренета на државе-чланице. Сходно томе, Влада Републике Србије је 16. септембра 2004. године формирала сопствени Савет за националне мањине, који је преузео вршење свих функција које су по слову поменутог закона биле поверене Савезном савету за националне мањине.
Након конституисања првих сазива националних савета националних мањина током 2002. и 2003. године, поједини национални савети су приступили избору празничних датума, који су потом упућени државном Савету за националне мањине ради потврде. Прве одлуке о потврђивању празника националних мањина (мађарске, бошњачке, буњевачке) донете су крајем 2005. године.
Током наредних година, дошло је до дужег застоја у раду поменутог државног тела, тако да је потврђивање празника појединих националних мањина (бугарске, влашке, македонске, румунске, русинске, украјинске) извршено са знатним закашњењем, на седници државног Савета за националне мањине, која је одржана 30. октобра 2009. године.

## Спорна питања
Правне недоумице, које су проистицале из дуготрајне неусаглашености првобитног савезног Закона о заштити права и слобода националних мањина из 2002. године са стањем које наступило након 2006. године, када је Србија постала независна држава, отклоњене су тек 2018. године, усвајањем неопходних измена и допуна поменутог закона.
У међувремену је дошло до покретања разних спорних питања, која су била повезана првенствено са симболиком појединих празника и одсуством транспарентности у начину њиховог одабира, односно предлагања и потврђивања у склопу законом прописаног поступка. Поједини празнични датуми су повезивани са комплексним историјским догађајима, који су због своје политичке или религијске симболике били подложни различитим тумачењима, не само у стручној, већ и у широј јавности. Стога је поводом појединих датума дошло до покретања сложених питања о симболици и функцији њиховог обележавања.
Посебну пажњу јавности изазвао је наводни "Дан Санџака". На предлог Националног савета бошњачке националне мањине, државни Савет за националне мањине је крајем 2005. године међу празницима поменуте мањинске заједнице потврдио и 20. новембар као "Дан ЗАВНОС-а" што се односило на 20. новембар 1943. године, када је у Пљевљима (Црна Гора) одржано прво заседање Земаљског антифашистичког већа народног ослобођења Санџака. Упркос томе, поменути датум је у делу јавности претворен у наводни "Дан Санџака" и од тада се обележава у знатно ширем контексту, који превазилази оквире дефинисане првобитним одлукама Националног савета бошњачке националне мањине и надлежног државног Савета за националне мањине.
Због проблема који су настали услед неправилне употребе назива појединих мањинских празника, законодавац је 2018. године прописао да ће се казнити свако правно лице које "за празник националне мањине службено, односно јавно користи назив празника који није потврђен од стране Савета за националне мањине и објављен у Службеном гласнику Републике Србије" (члан 22б. Закона о заштити права и слобода националних мањина). Иако је нормирање мањинских празника по слову закона било поверено националним саветима и државном Савету за националне мањине, у то питање су се накнадно уплели и неки други (ненадлежни) органи.
У марту 2018. године, покрајинске власти су припремиле нацрт одлуке о датумима од покрајинског значаја у Војводини, без задирања у питање о нормирању мањинских празника. Пошто је то питање било уређено посебним законом, покрајинске власти су се задржале на констатовању те чињенице, баз даљег нормирања у поменутој области. Сходно томе, члан 4. првобитног нацрта одлуке је гласио: "Националне мањине – националне заједнице које живе на територији Аутономне Покрајине Војводине своје празнике утврђују и обележавају у складу са одредбама закона којим се уређује заштита права и слобода националних мањина".
Међутим, по окончању јавне расправе, покрајинске власти су одлучиле да у одређеним појединостима допуне првобитни нацрт, тако да су у предлог одлуке, који је упућен Скупштини АПВ, укључене и додатне одредбе по којима се међу датуме од покрајинског значаја убрајају и празници појединих националних мањина (мађарске, словачке, хрватске, румунске, русинске). У предлогу одлуке, празници тих мањина су били изричито наведени и додатно протумачени, чиме се зашло у област нормирања. Пошто су празници поменутих мањина били утврђени раније, по законској процедури која није предвиђала улогу покрајинских власти у том процесу, током скупштинске расправе је дошло до покретања разних питања о правним аспектима предложене одлуке.
Пошто примедбе нису уважене, Скупштина АПВ је 19. јуна 2018. године, већином посланичких гласова (73 наспрам 23) усвојила предложену одлуку. Сматрајући да су покрајинске власти доношењем поменуте одлуке прекорачиле оквире својих овлашћења, Српска радикална странка је крајем 2018. године пред Уставним судом Србије покренула иницијативу за покретање поступка за оцену уставности поменуте одлуке. Размотривши то питање, надлежно судско веће је 5. децембра 2019. године закључило да разлози које је СРС навела у својој иницијативи нису довољни за покретање поступка за оцену уставности.